# Hantzschovo–Widmanovo názvosloví
Hantzschovo–Widmanovo názvosloví je způsob systematického názvosloví pro heterocykly obsahující nanejvýš deset atomů.
Některé běžné heterocyklické sloučeniny jsou stále označovány vžitými názvy, které neodpovídají Hantzschově–Widmanově soustavě.
Označení podle Hantzschova–Widmanova názvosloví se skládají z předpony, vyjadřující druh přítomného heteroatomu, a základu, který odkazuje na celkový počet atomů a přítomnost či nepřítomnost dvojných vazeb; pokud se v řetězci nachází heteroatomy více různých prvků, tak může být předpon více; více heteroatomů stejného druhu se vyjádří násobnou předponou; polohy heteroatomů vůči ostatním atomům vyjadřují lokanty. Hantzschovy–Widmanovy názvy lze spojovat s ostatními prvky organického názvosloví, které označují substituce či spojení několika kruhů.

## Přehled předpon
| Prvek  | Předpona |           | Prvek   | Předpona |
| Fluor  | fluora   | Antimon   | stiba   |          |
| Chlor  | chlora   | Bismut    | bisma   |          |
| Brom   | broma    | Křemík    | sila    |          |
| Jod    | joda     | Germanium | germa   |          |
| Kyslík | oxa      | Cín       | stanna  |          |
| Síra   | thia     | Olovo     | plumba  |          |
| Selen  | selena   | Bor       | bora    |          |
| Tellur | tellura  | Hliník    | aluma   |          |
| Dusík  | aza      | Gallium   | galla   |          |
| Fosfor | fosfa    | Indium    | indiga  |          |
| Arsen  | arsa     | Thallium  | thalla  |          |
|        |          | Rtuť      | merkura |          |

Pokud jsou v kruhu heteroatomy více různých prvků, pak se řadí podle výše uvedeného pořadí odshora dolů; například „oxa“ (pro kyslík) má přednost oproti „aza“ (pro dusík).
Všechny předpony končí na „a“, pokud po předponě následuje samohláska, tak se toto „a“ vypouští.
U heteroatomů se předpokládají běžné hodnoty vaznosti. Halogeny mají běžnou vaznost rovnou jedné, takže heterocykly obsahující halogenové heteroatomy mívají kladný náboj. K označení neobvyklých vazností heteroatomů lze použít lambda názvosloví.

## Přehled základů
Základ názvu se určuje podle těchto parametrů:
- celkový počet atomů v kruhu („velikost kruhu“)
- případné dvojné vazby
- druh heteroatomů.

Poznámky k následující tabulce:
1. Priorita heteroatomů klesá v řadě: F, Cl, Br, I, O, S, Se, Te, N, P, As, Sb, Bi, Si, Ge, Sn, Pb, B, Al, Ga, In, Tl, Hg.
2. Označení v závorkách odpovídají kruhům obsahujícím atom(y) dusíku.
3. Základní sloučeninou u nenasycených kruhů je ta, která obsahuje největší počet nekumulovaných dvojných vazeb. Sloučeniny obsahující dvojné vazby, ale v menším počtu, dostávají názvy jako hydrogenované deriváty základního kruhu.

| Velikost kruhu | Velikost kruhu                             | Nasycené        | Nenasycené    |
| -------------- | ------------------------------------------ | --------------- | ------------- |
| 3              | 3                                          | -iran (-iridin) | -iren (-irin) |
| 4              | 4                                          | -etan (-etidin) | -et           |
| 5              | 5                                          | -olan (-olidin) | -ol           |
| 6A             | O, S, Se, Te; Bi                           | -an             | -in           |
| 6B             | N; Si, Ge, Sn, Pb                          | -inan           | -in           |
| 6C             | F, Cl, Br, I; P, As, Sb; B, Al, Ga, In, Tl | -inan           | -in           |
| 7              | 7                                          | -epan           | -epin         |
| 8              | 8                                          | -okan           | -ocin         |
| 9              | 9                                          | -onan           | -onin         |
| 10             | 10                                         | -ekan           | -ecin         |

## Historie a příklady
Hantzschovo–Widmanovo názvosloví je pojmenováno po německém chemikovi Arthurovi Hantzschovi a švédském chemikovi Oskaru Widmanovi, kteří v letech 1887 a 1888 nezávisle na sobě navrhli podobné způsoby pojmenování heterocyklických sloučenin.
Mezi tímto způsobem pojmenované sloučeniny patří mimo jiné 1,4-dioxin a benzodiazepin.